# Megischus anomalipes
Megischus anomalipes é uma espécie de insetos himenópteros, mais especificamente de vespas parasíticas pertencente à família Stephanidae.
A autoridade científica da espécie é Forster, tendo sido descrita no ano de 1855.
Trata-se de uma espécie presente no território português.